# Liga a IV-a Dâmbovița
Liga a IV-a  Dâmbovița este principala competiție fotbalistică din județul  Dâmbovița, organizată de Asociația Județeană de Fotbal (AJF)  Dâmbovița, situată în al patrulea eșalon al sistemului de ligi al fotbalului românesc.
Competiția este disputată de un număr variabil de echipe, în funcție de numărul echipelor retrogradate din Liga a III-a, al celor promovate din Liga a V-a  Dâmbovița, precum și al echipelor care se retrag sau se înscriu în competiție. Campioana poate sau nu să promoveze în Liga a III-a, în funcție de rezultatul barajului de promovare disputat împotriva campioanei dintr-o serie județeană vecină.

## Istoric
În 1968, în urma noii reorganizări administrative și teritoriale a țării, fiecare județ a înființat propriul campionat de fotbal, integrând echipele din fostele campionate regionale, precum și echipele care evoluau anterior în competițiile orășenești și raionale. Proaspăt înființatul Campionat Județean Dâmbovița a fost pus sub autoritatea nou-înființatului Consiliu Județean pentru Educație Fizică și Sport (CJEFS) Dâmbovița.
De atunci, structura și organizarea Ligii a IV-a Dâmbovița, la fel ca în cazul multor alte campionate județene, au suferit numeroase schimbări. Între 1968 și 1992, principala competiție județeană a fost cunoscută sub numele de Campionatul Județean. Între 1992 și 1997, a fost redenumită Divizia C – Faza Județeană, apoi Divizia D, începând cu anul 1997, iar din 2006 este cunoscută ca Liga a IV-a.

## Lista campioanelor
| Ed.                  | Sezon                | Campioană              |
| Campionatul Județean | Campionatul Județean | Campionatul Județean   |
| -------------------- | -------------------- | ---------------------- |
| 1                    | 1968–69              | Petrolul Târgoviște    |
| 2                    | 1969–70              | Metalul Mija           |
| 3                    | 1970–71              | Metalul Mija           |
| 4                    | 1971–72              | Chimia Găești          |
| 5                    | 1972–73              | Cimentul Fieni         |
| 6                    | 1973–74              | Oțelul Târgoviște      |
| 7                    | 1974–75              | Electrica Titu         |
| 8                    | 1975–76              | Progresul Pucioasa     |
| 9                    | 1976–77              | Electrica Titu         |
| 10                   | 1977–78              | Petrolul Târgoviște    |
| 11                   | 1978–79              | Petrolul Târgoviște    |
| 12                   | 1979–80              | Unirea Răcari          |
| 13                   | 1980–81              | Chimia Găești          |
| 14                   | 1981–82              | Electrica Titu         |
| 15                   | 1982–83              | Progresul Pucioasa     |
| 16                   | 1983–84              | Avicola Crevedia       |
| 17                   | 1984–85              | Petrolul Târgoviște    |
| 18                   | 1985–86              | Minerul Șotânga        |
| 19                   | 1986–87              | Petrolul Târgoviște    |
| 20                   | 1987–88              | Electrica Fieni        |
| 21                   | 1988–89              | Chimia Găești          |
| 22                   | 1989–90              | Steaua Târgoviște      |
| 23                   | 1990–91              | Steaua Electrica Fieni |
| 24                   | 1991–92              | Rodchim Găești         |

| Ed.                        | Sezon                      | Campioană                  |
| Divizia C – Faza Județeană | Divizia C – Faza Județeană | Divizia C – Faza Județeană |
| -------------------------- | -------------------------- | -------------------------- |
| 25                         | 1992–93                    | Rodchim Găești             |
| 26                         | 1993–94                    | Petrolul Steaua Târgoviște |
| 27                         | 1994–95                    | Gloria Iris Cornești       |
| 28                         | 1995–96                    | Electrica Fieni            |
| 29                         | 1996–97                    | Petrolul Steaua Târgoviște |
| Divizia D                  |                            |                            |
| 30                         | 1997–98                    | Petrolul Steaua Târgoviște |
| 31                         | 1998–99                    | Conired PAS Pucioasa       |
| 32                         | 1999–00                    | Alpan Teiș Șotânga         |
| 33                         | 2000–01                    | Petrolul Steaua Târgoviște |
| 34                         | 2001–02                    | Utchim Găești              |
| 35                         | 2002–03                    | Electrosid Titu            |
| 36                         | 2003–04                    | Gloria Iris Cornești       |
| 37                         | 2004–05                    | Gloria Cornești            |
| 38                         | 2005–06                    | Gaz Metan Finta            |
| Liga a IV-a                |                            |                            |
| 39                         | 2006–07                    | FCM Târgoviște II          |
| 40                         | 2007–08                    | Viitorul Pucioasa          |
| 41                         | 2008–09                    | Progresul Gorgota          |
| 42                         | 2009–10                    | Gloria Cornești            |
| 43                         | 2010–11                    | Atletic Fieni              |
| 44                         | 2011–12                    | Gloria Cornești            |
| 45                         | 2012–13                    | Gloria Cornești            |
| 46                         | 2013–14                    | FC Aninoasa                |

| Ed. | Sezon   | Campioană          |
| --- | ------- | ------------------ |
| 47  | 2014–15 | FC Aninoasa        |
| 48  | 2015–16 | Flacăra Moreni     |
| 49  | 2016–17 | Dentaș Tărtăsești  |
| 50  | 2017–18 | Gloria Cornești    |
| 51  | 2018–19 | Gloria Cornești    |
| 52  | 2019–20 | Roberto Ziduri     |
| –   | 2020–21 | Nu s-a disputat    |
| 53  | 2021–22 | Roberto Ziduri     |
| 54  | 2022–23 | Recolta Gura Șuții |
| 55  | 2023–24 | Urban Titu         |
| 56  | 2024–25 | Voința Crevedia    |

1. ↑  Sezonul 2020–21 nu s-a disputat din cauza Pandemiei de COVID-19 din România.